# Huberia
Huberia es un género  de plantas fanerógamas pertenecientes a la familia Melastomataceae. Comprende 17 especies descritas y de estas, solo 2 aceptadas.

## Taxonomía
El género fue descrito por Augustin Pyrame de Candolle y publicado en Prodromus Systematis Naturalis Regni Vegetabilis 3: 167. 1828.

## Especies aceptadas
A continuación se brinda un listado de las especies del género Huberia aceptadas hasta febrero de 2013, ordenadas alfabéticamente. Para cada una se indica el nombre binomial seguido del autor, abreviado según las convenciones y usos:
- Huberia peruviana Cogn.
- Huberia semiserrata DC.